# Hiep Thi Le
Hiep Thi Le (Da Nang, 18 de fevereiro de 1971 – Los Angeles, 19 de dezembro de 2017) foi uma atriz vietnamita-estadunidense, mais conhecida pelo filme Heaven & Earth (1993).

## Filmografia
- Heaven & Earth (1993)
- Bugis Street (1995)
- Hey Arnold! (1996)
- Cruel Intentions (1999)
- Green Dragon (2001)
- National Security (2003)
- The Princess of Nebraska (2007)
- Julia (2008)
- Lakeview Terrace (2008)
- Sympathy for Delicious (2010)